# Karabin M107
Long Range Sniper Rifle, Caliber .50, M107 – amerykański samopowtarzalny wielkokalibrowy karabin wyborowy kalibru 12,7 mm NATO, produkowany przez firmę Barrett Firearms Mfg.
Na początku lat 90. firmie Barrett Firearms udało się uzyskać zamówienia na wkbw Barrett M82, przyjęty na uzbrojenie US Marine Corps pod desygnatą M82A1A .50 Caliber Special Application Scoped Rifle (SASR). W czasie I wojny w Zatoce Perskiej M82A1A dowiódł swojej wartości, wielokrotnie niszcząc nieopancerzone cele z odległości 1600–1800 m.
W październiku 2001 roku wkbw kalibru 12,7 mm postanowiła wprowadzić do uzbrojenia także US Army. W tym celu rozpoczęto w ramach programu XM107 Long Range Sniper Rifle (LRSR) testy porównawcze karabinów M95M i Barrett M82A1. Początkowo faworytem był powtarzalny M95M, ale po testach postanowiono wprowadzić do uzbrojenia US Army samopowtarzalny M82, który wszedł do uzbrojenia w sierpniu 2003 pod desygnatą Long Range Sniper Rifle, Caliber .50, M107. Wprowadzenie M107 wiązało się z zamówieniem w firmie Barrett Firearms 2142 karabinów M107 w ciągu 45 miesięcy od wprowadzenia broni do uzbrojenia oraz następnych 1100 karabinów tego typu w ciągu kolejnych dwóch lat.
W odróżnieniu od Marines, których doktryna traktowała M82 jako broń przeciwsprzętową, przeznaczoną do niszczenia celów nieopancerzonych i żywych za osłonami, wojska lądowe zamierzało swoje M107 wykorzystywać do znacznie szerszej gamy zadań. Poza pełnieniem roli broni przeciwsprzętowej M107 miał także pełnić rolę ciężkiego karabinu wyborowego, uzupełniającego M24 SWS przy strzelaniach na duże odległości, a także broni dla saperów, służącej do "rozstrzeliwania" min i ładunków wybuchowych.
M107 jest podobny do M82A3, różni się od niego celownikiem i wyposażeniem dodatkowym. Karabin jest przechowywany i transportowany w dwóch walizkach ABS Pelikan. Oprócz karabinu mieszczą się w nich magazynki (6 szt.), celownik optyczny Leupold Vari-X o zmiennym powiększeniu 4,5-14x, oraz dodatkowe akcesoria, takie jak pas nośny czy kaptur chroniący wylot lufy w czasie transportu.
Karabiny M107 zostały użyte przez US Army podczas II wojny w Zatoce Perskiej. W Iraku każda kompania piechoty zmechanizowanej posiada dwa wkbw M107, a dodatkowe dwa karabiny tego typu znajdują się na uzbrojeniu batalionowego plutonu rozpoznawczego. Obsługi M107 najlepsze efekty osiągały używając amunicji Mk 211 HEIAP o działaniu przeciwpancerno-zapalająco-odłamkowym, ale z jej braku używana była również zwykła amunicja M33.
W Polsce karabin jest używany przez Jednostkę Wojskową Komandosów.

## Opis

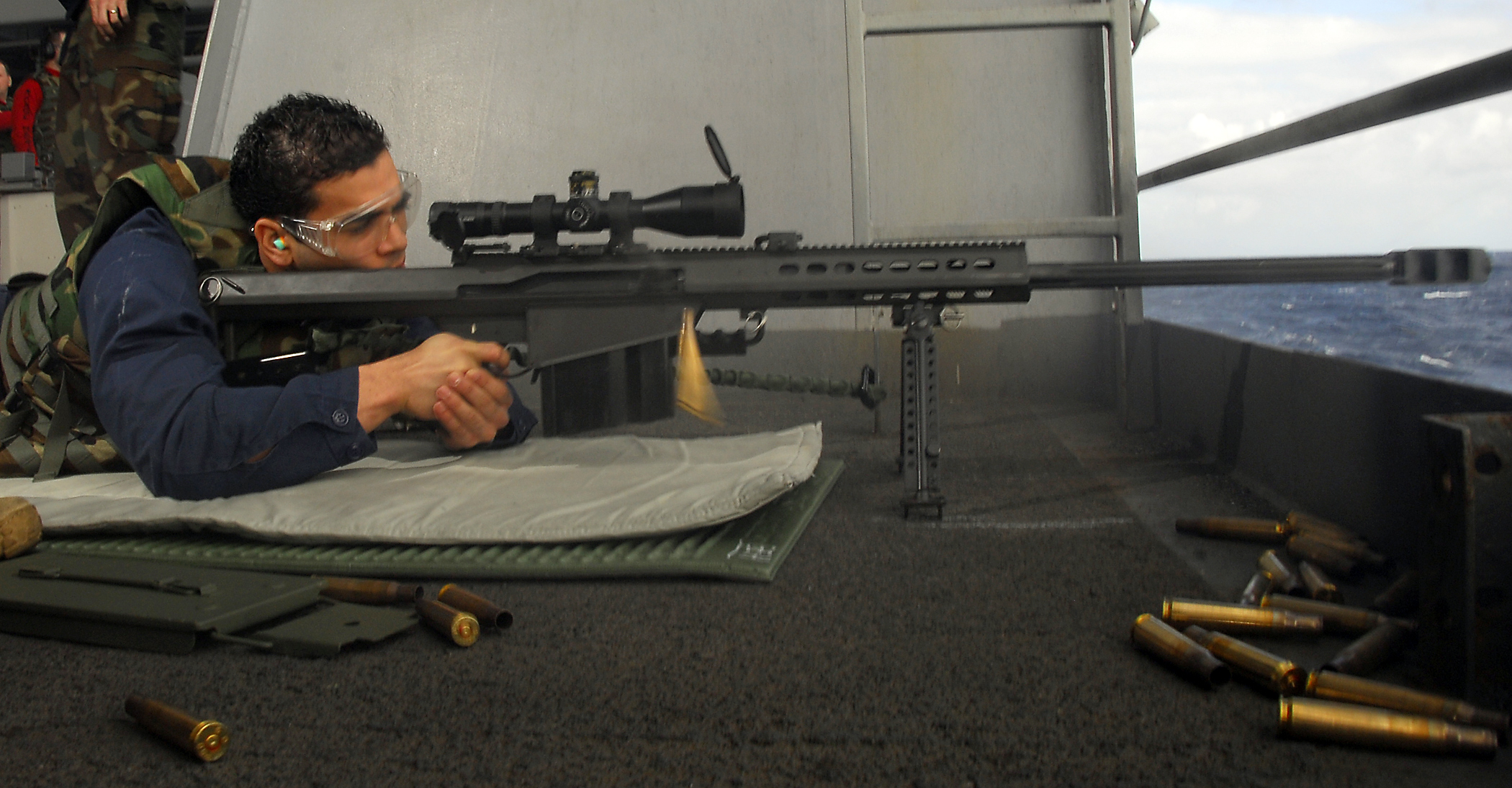
M107

M107 LRSR jest bronią samopowtarzalną. Zasada działania oparta na krótkim odrzucie lufy. M107 strzela z zamka zamkniętego. Zamek ryglowany przez obrót. Wyciąg i wyrzutnik znajdują się w zamku. Mechanizm uderzeniowy igliczny, mechanizm spustowy tylko do ognia pojedynczego. M107 jest zasilany z magazynków 10-nabojowych. Lufa zakończona hamulcem wylotowym. Karabin wyposażony jest w łoże, chwyt pistoletowy i transportowy. Kolba stała. Przyrządy celownicze mechaniczne, celownikiem podstawowym jest optyczny Leupold Vari-X. M107 wyposażony jest w dwójnóg.